# Lamellaria digueti
Lamellaria digueti is een slakkensoort uit de familie van de Velutinidae. De wetenschappelijke naam van de soort is voor het eerst geldig gepubliceerd in 1895 door Rochebrune.